# Hayton and Mealo
Hayton and Mealo – civil parish w Anglii, w Kumbrii, w dystrykcie (unitary authority) Cumberland. W 2011 civil parish liczyła 237 mieszkańców.

## Demografia
Hayton jest stosunkowo niewielką wsią. Składa się tylko z 89 gospodarstw. Cała wieś liczy 229 mieszkańców według 2001 UK Census. Największa liczba mieszkańców została zanotowana w 1921 i wynosiła 346 mieszkańców w obrębie Hayton i obszarze Mealo. Od 1921 do 1961 roku populacja stopniowo zmniejsza się do 214. Wynikało to z industrializacji rolnictwa i mniejszego zatrudnienia ludzi.